# بيتي دايموند
بيتي دايموند (بالإنجليزية: Betty Diamond)‏ هي عالمة وطبيبة أمريكية، ولدت في 11 مايو 1948 في هارتفورد في الولايات المتحدة.